# Michael Duff (Fußballspieler)
Michael James Duff (* 11. Januar 1978 in Belfast) ist ein ehemaliger nordirischer Fußballspieler und aktueller -trainer. Duff war lange Jahre für Cheltenham Town und den FC Burnley aktiv. Er konnte sowohl in der Innenverteidigung als auch in der rechten Außenverteidigung spielen.

## Karriere
Nachdem er 1994 von einem Scout von Cheltenham entdeckt worden war, absolvierte Michael Duff die Jugendakademie des Vereins. Sieben Jahre lang war er unangefochtener Stammspieler an der Whaddon Road. Durch seine konstante Leistung konnte er 2002 sein Debüt in der Nationalmannschaft feiern. Dabei konnte er mittlerweile an den prestigeträchtigen Siegen über England und Spanien mitwirken.
Für 30.000 Pfund kehrte er Cheltenham den Rücken und kam im Sommer 2004 nach Burnley. Er etablierte sich in den folgenden Jahren als integraler Bestandteil des Clubs.
Nach dem Ende seiner Spielerkarriere gehörte er ab 2016 dem Trainerstab von Burnleys Nachwuchsbereich an. Im September 2018 kehrte er zu Cheltenham Town zurück und übernahm seinen ersten Cheftrainerposten. Duff führte Cheltenham in der Saison 2020/21 als Meister zum Aufstieg in die EFL League One, ein Jahr später trat er nach erfolgreichem Klassenerhalt in der Saisonpause von seiner Position zurück. Zwei Tage später wurde er beim Zweitligaabsteiger und Ligakonkurrenten FC Barnsley als neuer Cheftrainer vorgestellt, er unterzeichnete einen Dreijahresvertrag. Duff erreichte mit Barnsley als Tabellenvierter die Aufstiegs-Play-offs, dort unterlag er mit dem Team im Finale gegen Sheffield Wednesday durch einen Treffer in der Nachspielzeit der Verlängerung. 
Im Sommer 2023 wurde er vom Zweitligisten Swansea City verpflichtet, die für die Dienste Duffs an Barnsley eine Ablöse zahlten. Sein Engagement bei Swansea dauerte nur bis zum 4. Dezember 2023. Nach nur einem Sieg aus acht Spielen und auf dem 18. Tabellenplatz liegend wurde er gemeinsam mit seinem Co-Trainer Martin Paterson nach weniger als sechs Monaten im Amt entlassen. Zur Saison 2024/25 wurde er vom Drittligisten Huddersfield Town als neuer Cheftrainer verpflichtet. Nach vier Niederlagen aus fünf Ligaspielen und dem damit verbundenen Abrutschen auf den siebten Tabellenplatz, wurde er im März 2025 zehn Spieltage vor Saisonende wieder entlassen.